# Jens Bjørneboe
Jens Ingvald Bjørneboe (ur. 9 października 1920 w Kristiansand, zm. 9 maja 1976 w Veierland) – norweski pisarz.

## Życiorys
Bjørneboe tworzył w różnych gatunkach: powieści, sztuki teatralne, wiersze, eseje i artykuły. Wiele z jego utworów zostało przetłumaczonych na inne języki, w tym angielski i niemiecki, i zyskały odbiorców poza granicami Norwegii.
W latach 1940–1950 Bjørneboe był ważnym antropozofem w Norwegii. Wiele jego książek zawiera w mniejszym lub większym stopniu antropozoficzne idee. Powieść Jonas (1955), może być odczytywana jako rekomendacja zmiany w szkole, co ma wiele wspólnego ze Szkołą Rudolfa Steinera. Powieść zajmuje się szerokim spektrum ważnych tematów, jak fenomen nazizmu, który zdaniem Bjørneboe mógł pojawić się w dowolnym miejscu, na przykład w Norwegii, w 1950.
Jens Bjørneboe początkowo postrzegany był jako konserwatysta, ale stopniowo zbliżał się do anarchizmu.
Pisarz prowadził burzliwe życie, zmagał się z nadużywaniem alkoholu i depresją. Popełnił samobójstwo 8 maja 1976.